# Strike Back (serie de televisión)
Strike Back es una serie de televisión de acción y militar británica-estadounidense transmitida por las cadenas Sky 1 y Cinemax del 5 de mayo del 2010 hasta el 29 de julio del 2015. La serie estuvo basada en la novela homónima del novelista y exsoldado del Servicio Aéreo Especial (SAS) Chris Ryan.
La serie contó con la participación invitada de actores como: Toby Stephens, Alexander Siddig, Iain Glen, Charles Dance, Martin Clunes, Marcel Iureș, Dougray Scott, Ewen Bremner, Liam Cunningham, Vincent Regan, Peter Guinness, Vincent Riotta, Annabelle Wallis, Laura Haddock, Togo Igawa, Raoul Trujillo, Francis Magee, entre otros.

## Series

### Primera temporada (2010)
- Chris Ryan's Strike Back

El programa se centra en John Porter, un ex-Sargento del Servicio Aéreo Especial y en Hugh Collinson, un oficial de la Sección 20 en el Servicio Secreto de Inteligencia más conocido como el MI6. Ambos participan en una operación fallida en el 2003 durante la invasión de Irak, en donde dos oficiales de su unidad son asesinados.

### Segunda temporada (2011)
- Strike Back: Project Dawn

La serie sigue las acciones de la Sección 20, una rama secreta del Servicio Secreto de Inteligencia Británico "MI6", que trabaja para detener a un terrorista pakistaní llamado, Latif quien ha puesto en marcha un plan al que llama "Project Dawn" y que ha secuestrado y asesinado al oficial John Porter.

### Tercera temporada (2012)
- Strike Back: Vengeance

La serie se centra en los sargentos Michael Stonebridge y Damien Scott. Ambos deberán de enfrentarse a Conrad Knox quien utiliza su organización para limpiar las calles de África quitándoles sus armas para hacer su propia milicia y que utiliza a sus mercenarios Karl Matlock, Craig Hanson y Jessica Kohl para deshacerse de todo aquel que le impida explotar sus bombas nucleares. Mientras tanto Michael deberá enfrentar su propia lucha, ya que buscará vengarse de Craig Hanson quien asesina a su esposa Kerry Stonebridge.

### Cuarta temporada (2013)
- Strike Back: Shadow Warfare

La serie se centró en la búsqueda de la Sección 20 de una red terrorista liderada por Al-Zuhari quien tiene conexiones con Arkady Ulyanov un importante traficante de armas ruso en varios lugares globales incluyendo Colombia, Beirut y Europa.

### Quinta temporada (2015)
- Strike Back: Legacy

La serie seguirá a la unidad antiterrorismo conocida como la "Sección 20" en su lucha contra los nuevos enemigos de Asia y Europa.
La quinta y última temporada contará con la participación de los actores Michelle Yeoh, Will Yun Lee, Adrian Paul, James Wilby, Dustin Clare, Tim McInnerny, Wolf Kahler, Andrew Pleavin, Michael McElhatton, Leo Gregory, Max Beesley, Joseph Gatt, Masa Yamaguchi, Christian Antidormi, Eliza Bennett y Mark Griffin.
Michael J. Bassett regresará como coproductor ejecutivo, director y escritor, junto con los directores Julian Holmes y Brendan Maher, y los escritores Jack Lothian, James Dormer, Richard Zajdlic, Ed Whitmore y Tim Vaughan.

## Reboot

### Primera temporada (2018-)
- Strike Back: Retribution[7]

El 8 de diciembre de 2016 las cadenas Cinemax y Sky 1 anunciaron que le habían dado luz verde a una nueva serie de Strike Back, la cual contará con nuevos actores, entre ellos: Daniel MacPherson (quien dará vida a Samuel Wyatt, un hombre al que le gusta trabajar solo y no está interesado en formar parte de un equipo), Warren Brown (quien dará vida a Daniel "Mac" Macallister, un hombre afable y físicamente capaz que se ve impulsado por el deseo de vengar al equipo que ha perdido), Alin Sumarwata (quien dará vida a Gracie Novin, una mujer honesta que pronto se convierte en el corazón y alma del equipo) y Roxanne McKee (quien dará vida a Natalie Roberts, una mujer que proviene de una familia militar y que sobresale al momento de realizar perfiles psicológicos y encontrar las debilidades en los demás, aunque en ocasiones no está consciente de sus propios errores). También se anunció que la serie no se centraría en los actores principales Sullivan Stapleton y Philip Winchester, quienes habían aparecido en las anteriores temporadas.
La nueva serie se centrará en la ahora desautorizada y disuelta "Section 20", la cual ha sido restaurada con el fin de localizar a un sobresaliente terrorista que ha logrado escaparse de la prisión dejando detrás de sí una brutal escena. Encargados de cubrir la inteligencia militar y las operaciones de alto riesgo, la nueva unidad se dedicará a realizar una caza letal de una vasta red de criminales que se encuentran inter-conectados. A medida que el equipo viaja a través de Oriente Medio y Europa, comenzarán a descubrir que existe una conspiración mortal que amenaza con abrumar a todos y cambiar el rostro de la guerra moderna para siempre. La serie buscará reflejar la nueva era de ISIS y su ascenso al poder.
La nueva serie será dirigida por Michael J. Bassett y escrita por Jack Lothian, quien también será el productor, contará con los productores ejecutivos Bassett, Andy Harries (quien también formó parte del equipo de Chris Ryan's Strike Back), así como con Sharon Hughff de "Left Bank Pictures".
Se espera que la serie comience sus filmaciones en el 2017.
En abril del 2017 se anunció que los actores Trevor Eve (quien dará vida a Morgan Ives), Nina Sosanya (quien dará vida a Adeena Donovan) y Katherine Kelly (quien dará vida a Jane Lowry) también aparecería en la serie.

## Elenco

### Personajes principales
| Actor              | Personaje           | Ocupación                 | # de episodios | Temporadas | Duración    |
| ------------------ | ------------------- | ------------------------- | -------------- | ---------- | ----------- |
| Sullivan Stapleton | Damien Scott        | Sargento de la Sección 20 | 40             | 2, 3, 4, 5 | 2011 - 2015 |
| Philip Winchester  | Michael Stonebridge | Sargento de la Sección 20 | 40             | 2, 3, 4, 5 | 2011 - 2015 |

### Antiguos personajes principales
| Actor            | Personaje         | Ocupación                                         | # de episodios | Temporadas | Estado | Duración    |
| ---------------- | ----------------- | ------------------------------------------------- | -------------- | ---------- | ------ | ----------- |
| Michelle Lukes   | Julia Richmond    | Sargento de la Sección 20                         | 33             | 2, 3, 4, 5 | Muerta | 2011 - 2015 |
| Robson Green     | Col. Philip Locke | Teniente Coronel de la Sección 20                 | 19             | 4, 5       | Muerto | 2013 - 2015 |
| Rhona Mitra      | Rachel Dalton     | Jefa & Comandante de la Sección 20                | 14             | 3, 4       | Muerta | 2012 - 2013 |
| Liam Garrigan    | Liam Baxter       | Sargento de la Sección 20                         | 11             | 3, 4       | Muerto | 2012 - 2013 |
| Rashan Stone     | Oliver Sinclair   | Comandante de la Sección 20                       | 17             | 2, 3       | Muerto | 2011 - 2012 |
| Richard Armitage | John Porter       | Sargento de la Sección 20                         | 8              | 1, 2       | Muerto | 2010 - 2011 |
| Amanda Mealing   | Eleanor Grant     | Coronel de la Sección 20                          | 10             | 1, 2       | Muerta | 2011        |
| Eva Birthistle   | Kate Marshall     | Capitán de la Sección 20                          | 6              | 1, 2       | Muerta | 2011        |
| Andrew Lincoln   | Hugh Collinson    | Director de la Sección 20                         | 6              | 1          | Muerto | 2010        |
| Shelley Conn     | Danni Prendiville | Sargento de la Sección 20                         | 6              | 1          | Viva   | 2010        |
| Jodhi May        | Layla Thompson    | Teniente de Inteligencia Militar de la Sección 20 | 6              | 1          | Viva   | 2010        |

### Personajes recurrentes
| Actor       | Personaje  | Ocupación                                           | # de episodios | Temporada | Duración |
| ----------- | ---------- | --------------------------------------------------- | -------------- | --------- | -------- |
| Zubin Varla | Leo Kamali | Doble Agente/Miembro de la Organización "Al-Zuhari" | 9              | 4         | 2013     |

### Antiguos personajes recurrentes
| Actor           | Personaje             | Ocupación                                 | # de episodios | Temporada | Duración     |
| --------------- | --------------------- | ----------------------------------------- | -------------- | --------- | ------------ |
| Milauna Jackson | Kim Martinez          | Oficial de la DEA                         | 9              | 4, 5      | 2013 - 20015 |
| Marcel Iureș    | Arkady Ulyanov        | Traficante de Armas Ruso                  | 3              | 4         | 2013         |
| Tereza Srbova   | Maj. Nina Pirogova    | Mayor & Oficial Rusa del FSB              | 3              | 4         | 2013         |
| Charles Dance   | Conrad Knox           | Criminal                                  | 10             | 3         | 2012         |
| Shane Taylor    | Craig Hanson          | Contratista Militar (Mercenario) & ex-SAS | 10             | 3         | 2012         |
| Vincent Regan   | Karl Matlock          | Mercenario                                | 10             | 3         | 2012         |
| Alexandra Moen  | Kerry Stonebridge     | -                                         | 6              | 2, 3      | 2011 - 2012  |
| Jimi Mistry     | Jamal "Latif" Ashkani | Terrorista Iraquí                         | 4              | 2         | 2011         |
| Colin Salmon    | James Middleton       | Funcionario Público                       | 4              | 1         | 2010         |
| Orla Brady      | Katie Dartmouth       | Periodista                                | 2              | 1         | 2010         |

## Episodios
| Temporada | Temporada | Título         | Episodios | Emisión en Estados Unidos (original) | Emisión en Estados Unidos (original) | Emisión en Reino Unido | Emisión en Reino Unido  |
| Temporada | Temporada | Título         | Episodios | Primera emisión                      | Última emisión                       | Primera emisión        | Última emisión          |
| --------- | --------- | -------------- | --------- | ------------------------------------ | ------------------------------------ | ---------------------- | ----------------------- |
|           | 1         | Strike Back    | 6         | 5 de mayo de 2010                    | 19 de mayo de 2010                   | 25 de octubre de 2013  | 29 de noviembre de 2013 |
|           | 2         | Project Dawn   | 10        | 21 de agosto de 2011                 | 23 de octubre de 2011                | 12 de agosto de 2011   | 21 de octubre de 2011   |
|           | 3         | Vengeance      | 10        | 2 de septiembre de 2012              | 4 de noviembre de 2012               | 17 de agosto de 2012   | 12 de octubre de 2012   |
|           | 4         | Shadow Warfare | 10        | 28 de octubre de 2013                | 30 de diciembre de 2013              | 9 de agosto de 2013    | 18 de octubre de 2013   |
|           | 5         | Legacy         | 10        | 3 de junio de 2015                   | 29 de julio de 2015                  | 31 de julio de 2015    | 9 de octubre de 2015    |
|           | 6         | Retribution    | 10        | 31 de octubre de 2017                | 28 de febrero de 2018                | 2 de febrero de 2018   | 6 de abril de 2018      |
|           | 7         | Revolution     | 10        | 28 de febrero de 2019                | 2 de mayo de 2019                    | 25 de enero de 2019    | 29 de marzo de 2019     |
|           | 8         | Vendetta       | 10        | 14 de febrero de 2020                | 17 de abril de 2020                  | 25 de febrero de 2020  | 28 de abril de 2020     |

## Premios y nominaciones
| Año  | Categoría                                                                        | Premio                   | Nominado (a)                                  | Resultado |
| ---- | -------------------------------------------------------------------------------- | ------------------------ | --------------------------------------------- | --------- |
| 2013 | Outstanding Achievement in Cinematography in One-Hour Episodic Television Series | ASC Award                | Mike Spragg                                   | Nominado  |
| 2013 | Best Sound - Drama                                                               | RTS Craft & Design Award | Lee Walpole, Andy Kennedy, Stuart Hilliker... | Nominados |
| 2013 | Best TV Action Series                                                            | IGN Award                | -                                             | Nominado  |
| 2012 | Outstanding Main Title Design                                                    | Primetime Emmy Award     | Nic Benns, Miki Kato & Joe Lea                | Nominados |
| 2012 | Best Supporting Actress - Television                                             | IFTA Award               | Eva Birthistle                                | Nominada  |
| 2012 | Best TV Action Series                                                            | IGN Award                | -                                             | Nominado  |
| 2011 | Best Special Effects                                                             | RTS Craft & Design Award | Big Bang Stunts & Effects                     | Ganaron   |
| 2010 | Best Sound - Drama                                                               | RTS Television Award     | Iain Eyre, J.J. Le Roux, Stuart Hilliker...   | Nominados |

## Tema musical
La canción Short Change Hero, de "The Heavy", se ha usado como tema principal de la serie desde su segunda temporada.

## Producción

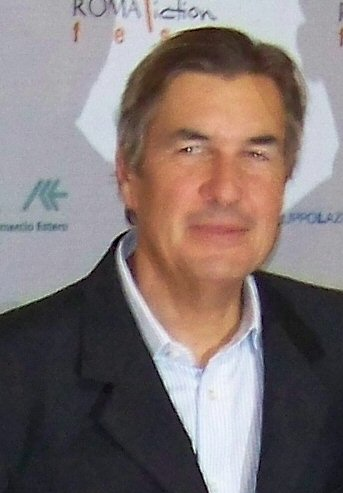
Andy Harries en el 2009.

La inspiración para adaptar el superventas en una serie de televisión llegó cuando el productor ejecutivo Andy Harries vio la novela mientras se encontraba en un aeropuerto y decidió llevársela consigo. Andy no logró leerla antes de regresar a gran Bretaña, pero le dio ideas a la jefa de drama de canal Sky Elaine Pyke, quien inmediatamente encargó la serie.
Al tratarse de un drama militar el equipo de producción utilizó un amplio surtido de armas de fuego que incluía armas cortas, de asalto y rifles de francotirador, así como granadas propulsadas por cohetes, granadas de mano y otros explosivos. A los miembros del reparto se les enseñó poniéndoles peso muerto que imitaba el peso de las armas para poder acostumbrarse a llevarlas durante las grabaciones. Más tarde se les enseñó como llevar las armas profesionalmente incluyendo el desmontaje y cómo volver a montarlas, así como la forma de disparar y recargar.
Tres exsoldados del Servicio Aéreo Especial (SAS) enseñaron al elenco las armas y el entrenamiento táctico, y también estuvieron presentes para supervisar cómo cargaban las armas durante las filmaciones.
La serie es distribuida por BSkyB, por la BBC Worldwide en el Reino Unido y por la HBO en los Estados Unidos. Y ha contado con la participación de los directores Michael J. Bassett, Bill Eagles, Edward Hall, Alex Holmes, Daniel Percival, Julian Holmes, Paul Wilmshurst y Stephen Woolfenden. Así como de los escritores Simon Burke, James Dormer, Jed Mercurio, Robert Murphy, Tony Saint, John Simpson, Frank Spotnitz, Alan Whiting y Richard Zajdlic.
La primera temporada de la serie recibió el nombre de Strike Back, más tarde fue renombrada como "Chris Ryan's Strike Back", la serie se transmitió del 5 de mayo del 2010 hasta el 19 de mayo del 2010. Más tarde la serie fue retransmitida en el 2013 ahora bajo el nombre de "Strike Back: Origins".
La segunda temporada del programa se llamó Strike Back: Project Dawn la cual fue transmitida del 12 de agosto del 2011 al 21 de octubre del 2011.
Cinemax confirmó que la serie tendría una nueva temporada titulada Strike Back: Vengeance, la cual se estrenó el 17 de agosto del 2012 en Estados Unidos y el 2 de septiembre del mismo año en el Reino Unido por Sky 1.
En octubre del 2012 se anunció que la serie sería renovada para otra temporada la cual se estrenó el 9 de agosto del 2013 y se tituló "Strike Back: Shadow Warfare".
En el 2015 la quinta y última temporada de la serie será transmitida por Cinemax, originalmente la serie estaba prevista para ser estrenada en el verano del 2014, sin embargo debido a que el actor Sullivan Stapleton se lesionó durante una de las filmaciones se pospuso.

### Filmaciones
Las principales áreas de filmación fueron en Johannesburgo en Sudáfrica, así como la provincia, Gauteng. Otros lugares de rodaje fueron Northern Cape, Augrabies Falls National Park y el Desierto de Kalahari. El equipo de producción preocupado por el impacto ambiental que las explosiones causarían, a menudo en coordinación con el gerente de las locaciones Jaco Espach utilizan métodos menos dañinos para el medio ambiente.
Las filmaciones para la segunda temporada se realizaron en Sudáfrica, Hungría y el Reino Unido en febrero del 2011.

## Distribución internacional

### Emisión en otros países
| País           | Cadena (s)          | Fecha de inicio | Fecha de finalización |
| -------------- | ------------------- | --- | --------------------- |
| Australia      | ABC1- Channel Seven | - | -                     |
| Bélgica        | La Deux             | 28 de abril del 2012 | -                     |
| Canadá         | HBO Canada          | - | -                     |
| España         | Cuatro / Energy     | 20 de diciembre de 2011 | -                     |
| Estados Unidos | Cinemax             | 12 de agosto del 2011 (Strike Back: Project Dawn) 17 de agosto del 2012 (Strike Back: Vengeance) 26 de octubre del 2013 (Strike Back: Origins) | -                     |
| Francia        | Canal+              | - | -                     |
| México         | Cinemax             | - | -                     |
| Reino Unido    | Sky 1               | 5 de mayo del 2010 (Strike Back) 21 de agosto del 2011 (Strike Back: Project Dawn) 2 de septiembre del 2012 (Strike Back: Vengeance)           | -                     |